# Episodi di Shameless (serie televisiva 2004) (settima stagione)
La settima stagione della serie televisiva Shameless, composta da 16 episodi, è stata trasmessa in prima visione assoluta nel Regno Unito da Channel 4 dal 26 gennaio all'11 maggio 2010.
In Italia la stagione è inedita.
| nº | Titolo originale           | Titolo italiano | Prima TV UK      | Prima TV Italia |
| -- | -------------------------- | --------------- | ---------------- | --------------- |
| 1  | Perfectly Frank            |                 | 26 gennaio 2010  |                 |
| 2  | Gunshot                    |                 | 2 febbraio 2010  |                 |
| 3  | Out of Control             |                 | 9 febbraio 2010  |                 |
| 4  | Toyboy                     |                 | 16 febbraio 2010 |                 |
| 5  | The Things You Do for Love |                 | 23 febbraio 2010 |                 |
| 6  | From Chatsworth to Cuba    |                 | 2 marzo 2010     |                 |
| 7  | Reunited                   |                 | 9 marzo 2010     |                 |
| 8  | Marry Me (Part 1)          |                 | 16 marzo 2010    |                 |
| 9  | The Wild Wales (Part 2)    |                 | 23 marzo 2010    |                 |
| 10 | Great Dangers (Part 3)     |                 | 30 marzo 2010    |                 |
| 11 | Fallen Heroes              |                 | 6 aprile 2010    |                 |
| 12 | Boxer                      |                 | 13 aprile 2010   |                 |
| 13 | Keep It in the Family      |                 | 20 aprile 2010   |                 |
| 14 | Secret Relations           |                 | 27 aprile 2010   |                 |
| 15 | The End of the Affair      |                 | 4 maggio 2010    |                 |
| 16 | Gang Wars                  |                 | 11 maggio 2010   |                 |